# Matheus von Salerno

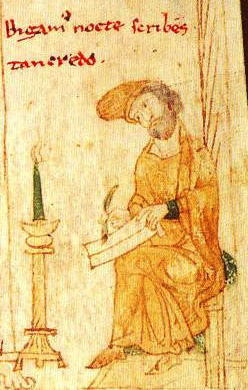
Matheus in der Darstellung der normannischen Königskanzlei im Liber ad honorem Augusti des Petrus von Eboli

Matheus von Salerno (* in Salerno; † 21. Juli 1193 in Palermo), fälschlich oft auch von Aiello genannt war ein führender Funktionär des normannischen Königshofes in Sizilien unter Wilhelm I., Wilhelm II. und Tankred, der vom Notar bis zum Kanzler aufstieg. Die hier gewählte Schreibweise des Namens folgt den autographen Belegen.

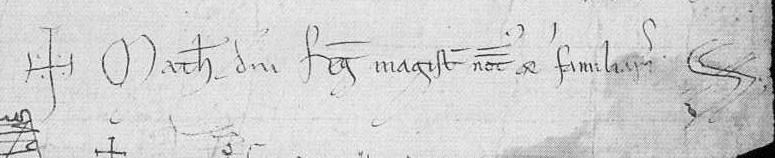
Unterschrift des magister notarius Matheus 1167

## Familie
Er stammte aus einer im Gebiet von Salerno ansässigen Familie, die wohl zur städtischen Führungsschicht gehörte. Seine Mutter Marocta starb 1173, sein Vater Nicolaus am 6. August, das Jahr ist nicht überliefert. Sein Bruder Konstantin war Abt von SS. Trinità di Venosa, sein Bruder Johannes Bischof von Catania († 1168 bei einem Erdbeben), sein Bruder Roger magister iudex in Sorrent.
Die erste Frau, Sica, starb vor 1171, die zweite, Iudicta, am 25. Juni 1180. In der gegen Tankred und seine Anhänger gerichteten Polemik des Petrus von Eboli wird er als bigamus (Bigamist) bezeichnet.
Sein Sohn Nikolaus war Erzbischof von Salerno von 1182 bis 1221. Sein Sohn Richard ist als militärischer Führer und Stellvertreter seines Vaters in den Diensten König Tankreds nachweisbar.

## Karriere
Ob Matheus eine Ausbildung an einer mit dem Hof verbundenen Schule absolvierte, ist unsicher. Wie die beneventanischen Elemente in seiner Handschrift verraten, lernte er das Schreiben bereits in seiner Heimat. Als Notar ist er in der Königskanzlei von 1154 bis 1160 nachweisbar, für die folgenden Jahre fehlen geeignete Urkunden. Die Urkunde König Wilhelms zum Vertrag von Benevent mit Hadrian IV. stammt aus seiner Feder. 1166 trat er als magister notarius und somit bereits in einer leitenden Stellung auf, die in der Funktion der des Vizekanzlers entsprach. Als Vizekanzler (vicecancellarius) ist er seit Dezember 1169 belegt. Dieses Amt übte er zwei Jahrzehnte lang aus.

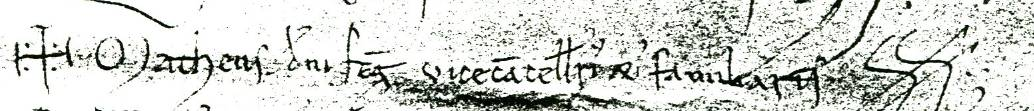
Eigenhändige Unterschrift des Vizekanzlers 1182

Als enger Mitarbeiter des Admirals Maio wurde er in dessen Sturz verwickelt und eingekerkert. Da bei den Unruhen die Akten der Kanzlei in Unordnung geraten waren, wurde er entlassen, weil er als einziger auf Grund seiner Erfahrung dazu in der Lage war, das Material zu reorganisieren und Fehlendes zu ergänzen. Wilhelm I. bestimmte testamentarisch den Elekten von Syrakus, Richard Palmer, und Matheus als Ratgeber für die Vormundschaftsregierung, die unter der Leitung der Königin Margarete stehen sollte.
Die Königinwitwe versuchte bald, sich der Familiaren ihres verstorbenen Gatten zu entledigen und holte einen Verwandten, Stephan von Perche, ins Land, den sie zum Kanzler ernannte und dessen Wahl zum Erzbischof von Palermo sie förderte. Stephan stieß auf den Widerstand der „nationalen“ Gruppen, zu deren Führern neben Richard und Matheus der Bischof Gentilis von Agrigent gehörte.
Die Führung unter den Familiaren konnte sich der Erzieher Wilhelms II., Walter von Palermo, sichern, der im September 1169 zum Erzbischof von Palermo geweiht wurde. Walter und Matheus waren die Konstanten im Familiarenkollegium, das in wechselnder personeller Zusammensetzung in den Datierungen der Diplome belegt ist. Das Spannungsverhältnis zwischen den beiden Protagonisten ist selten so deutlich zu erkennen wie im Falle der Gründung von Monreale, bei der Matheus den König nachdrücklich gegen den Widerstand des Erzbischofs unterstützte. Während Walter das Heiratsprojekt für Konstanze vorantrieb, gehörte Matheus zu den skeptischen Gegnern.
Nach dem Tode Wilhelms II. betrieb Matheus die Erhebung Tankreds von Lecce zum König. Als Anerkennung erhielt er 1191 den Titel eines Kanzlers (cancellarius).

## Stiftungen
- für die Kathedrale San Matteo zu Salerno
- Santa Maria de Latinis oder del Cancelliere in Palermo (Gründung eines Nonnenklosters)
- Schenkungen an San Salvatore di Messina (Gebetsverbrüderung)
- S. Trinità (La Magione) – Zisterzienserkloster, um 1191 (Gründung)

Zur Ausstattung seiner Stiftungen verwendete er casalia, die ihm von den Königen Wilhelm I. oder Wilhelm II. verliehen worden waren. Daher war die königliche Zustimmung zur Übertragung nötig. Neben dem lateinischen förderte er auch den griechischen Ritus: Santa Maria de Latinis war verpflichtet, in einer zum Kloster gehörigen Kapelle einen griechischen Priester zu unterhalten. Die memoria der Familie zu sichern war ein Hauptmotiv für die Förderung der Domkirche von Salerno und des Nonnenklosters in Palermo.